# Covalagua
Covalagua es un espacio natural protegido situado en el término municipal de Revilla de Pomar (con 3 núcleos de población en el interior del Espacio: Pomar de Valdivia, Respenda de Aguilar, y Revilla de Pomar) en la provincia de Palencia, comunidad autónoma de Castilla y León, España.

## Declaración
El martes 5 de mayo de 1992 se publicó en el BOCyL, la orden de 27 de abril, de iniciación de los Planes de Ordenación de los Recursos Naturales de Covalagua.

### Justificación
La Junta de Castilla y León justificó su protección mediante el siguiente argumento: 
Excelente ejemplo de formación kárstica, con presencia de la mayoría de los fenómenos típicos de dicha formación. En la superficie del páramo se halla la Cueva de los Franceses que es la única visitable de la provincia palentina. Resaltar la presencia de otros restos de gran valor como es el Pozo de los Lobos y el Menhir del Canto-Hito.

### Etapas de Protección
Inicio del Plan de Protección
- (B.O.C.yL. 5 de mayo de 1992): Según Orden de 27 de abril de 1992, la Consejería de Medio Ambiente y Ordenación del Territorio, dio inicio al Plan de Ordenación de los Recursos Naturales del espacio natural de Covalagua.

- (B.O.C.yL. 5 de mayo de 1992) :
Órdenes de 27 de abril de 1992, de iniciación de los Planes de Ordenación de los Recursos Naturales de Hoces del Río Riaza, Sitio Paleontológico de Cerro Pelado, Sierras de la Paramera y Serrota, Montes Obarenes, Valle de San Emiliano, Sabinar de Calatañazor, Ojo Guareña, Sierra de Gredos, El Rebollar, Sierra de la Culebra, Sierra de Ancares, Las Médulas, Las Batuecas, Puerto de Orduña, Fuentes Carrionas y Fuente Cobre, Sierra de la Demanda, La Fuentona, La Yecla, Lagunas de Villafáfila, Valle de Iruelas, Covalagua, Pinar de Hoyocasero y Las Tuerces.
  - La Ley 8/1991, de 10 de mayo, de Espacios Naturales de la Comunidad de Castilla y León establece en su artículo 18 el Plan de Espacios Naturales Protegidos de Castilla y León.
  - En el mismo artículo 18 se determina que en estos espacios incluidos en el Plan se ha de iniciar en el plazo de un año el instrumento de planificación que les sea de aplicación.
  - Toda vez que la declaración de cualquiera de las figuras de espacio natural Protegido exige la previa elaboración y aprobación de correspondiente Plan de Ordenación de los Recursos Naturales, es este instrumento de planificación el que corresponde iniciar.
  - Los objetivos y contenidos del citado Plan son los establecidos en el art. 26 de la Ley de Espacios Naturales de la Comunidad de Castilla y León.
  - La tramitación del citado Plan de Ordenación se ajustará a lo dispuesto en el art. 32 de la Ley de Espacios Naturales de la Comunidad de Castilla y León.

Modificación
- 14 de septiembre de 1999: Modificación.

## Descripción

### Detalles técnicos
- Localización: en el extremo norte de la provincia
- Superficie: 2.860 ha
- Término municipal:
N.º de municipios: 1
Núcleos de población en el interior del espacio: 3.
- Población interior y en zonas de influencia socioeconómica: 543 habitantes

### Límites geográficos
- Límite Norte.-
Desde el punto donde coinciden el límite entre Palencia y Cantabria, con la carretera que comunica Cezura con Helecha de Valdivia. Desde el punto descrito, por el límite de ambas provincias, que es el límite también entre dos comunidades autónomas.

- Límite Este.-
Sigue siendo el límite entre Palencia y Cantabria, que deja dentro el Pico Valcabado y fuera la Peña Corbea y que llega hasta las proximidades de Lora Alta, justo hasta el punto de coincidencia de Cantabria, Palencia y Burgos. Desde este punto el límite coincide con el límite provincial de Burgos y de Palencia.

- Límite Sur.-
Continúa siendo el límite provincial, quedando el espacio objeto de la planificación fuera de la provincia de Burgos.

- Límite Oeste.-
Desde el lugar donde el límite provincial coincide con el camino que une Respenda de Aguilar con Revilla de Pomar, en las proximidades del paraje Cuesta Rubia pero ya en la caída del páramo. Este camino va descendiendo hasta Revilla de Pomar, dejando la Ermita de Samaño al lado Oeste y fuera del espacio que se está describiendo. Desde Revilla de Pomar el límite coincide con la carretera que de dicho pueblo llega hasta Pomar de Valdivia y que continúa hasta Elecha de Valdivia. Por esta misma carretera, a menos de 1 km. y pasando ya este último pueblo, está el límite entre Palencia y Cantabria, definiendo este punto el cierre de la zona descrita por su lado Norte ya realizado anteriormente.

### Entorno natural
Covalagua es una cueva donde nace el Río Ivia, donde el agua circula lentamente sobre la toba que ha ido depositando el río, en forma de peldaños semicirculares, creando pequeñas cascadas entre uno y otro peldaño, hasta la balsa reguladora, rodeado de una reserva de corzos.
Es una zona que constituye un paisaje de típico relieve mesozoico, caracterizado por elevaciones de paredes verticales, coronadas por una meseta más o menos llana, aisladas en una vasta región donde predomina la horizontalidad.
Puntos de interés: 
- Mirador de Valcabado, 
  - «Este mirador imita la quilla de un barco y supone una mejora de este entorno de la Montaña Palentina para divisar el entorno natural y el arte Románico».
- La Cueva de los Franceses,
- Menhir de Canto Hito
- Pozo de los Lobos, antigua trampa utilizada para capturar lobos, y
- El entorno de Covalagua.

### Flora
Covalagua es un singular enclave en el que se mezclan especies arbóreas de carácter atlántico y mediterráneo. En las zonas de umbría con microclima fresco y húmero predominan las hayas (Fagus sylvatica) acompañadas por quejigos (Quercus faginea). En las laderas de solana, es el quejigo la especie más común.
Numerosas son las especies que crecen al amparo de estos bosques. Tejos, acebos, rosales silvestres, encinas, majuelos, endrinos (Prunus spinosa), robles melojos y avellanos, tienen una presencia puntual entre el hayedo-quejigar.
Pequeñas plantas como la aguileña, el torvisco macho y el poligonato (Polygonatum), surgen entre el bosque y junto a los arroyos.
Tapizando el suelo aparecen, ampliamente distribuidos, matorrales de pinchuda aulaga, brezos y gayuba.
En las zonas del entorno de Covalagua se localizan pequeños rodales de pinares de repoblación, constituidos por el pino silvestre, el pino insigne y el pino laricio.
Formaciones de tomillar-pradera, brezos y raros ejemplares de pino sobreviven a duras penas al frío y a los fuertes vientos de las altillanuras del Páramo como únicos testigos de vegetación.

### Fauna
La situación biogeográfica de Covalagua, en una zona de influencias mediterránea y eurosiberiana, condiciona la presencia de una variada gama de especies faunísticas.
Entre los grandes mamíferos destacan el ciervo, el jabalí, el zorro y el lobo, tradicional visitante de los páramos de La Lora, como lo demuestran las antiguas trampas para estos cánidos existentes en estos parajes.
Otros mamíferos de menor tamaño que viven en Covalagua y su entorno son el gato montés, la marta, la garduña, la comadreja, la gineta, el conejo y la liebre.
La zona de La Lora es especialmente rica desde el punto de vista ornitológico. Especies de tendencias rupícolas como el águila real, el buitre leonado, el búho real, el alimoche, el vencejo real, la chova piquiroja, el halcón peregrino o el cuervo, anidan en los cantiles y paredes rocosas de este espacio.
Las áreas forestales son el refugio de otras aves como el cárabo, el arrendajo, el carbonero común, el águila calzada, el búho chico, el águila culebrera, el gavilán, el ratonero común y el cernícalo vulgar.
En los eriales y zonas de cultivo situadas en las partes bajas de este espacio nidifican los aguiluchos cenizo y pálido, dos especies con una morfología perfectamente adaptada para la vida de estos medios.